# Robert W. Ward
Robert W. Ward (* 26. November 1929 in Addy, Stevens County, Washington; † 3. April 1997) war ein US-amerikanischer Geschäftsmann und Politiker (Republikanische Partei), der von 1969 bis 1970 das Amt des Vizegouverneurs im Bundesstaat Alaska ausübte.

## Werdegang
Robert W. Ward war von 1946 bis 1954 Angestellter der staatlichen Forstverwaltung. 1954 übersiedelte er nach Ketchikan, Alaska, wo er bis 1966 als Elektriker und Abteilungsleiter in der Holzindustrie für die Ketchikan Pulp Company tätig war. Seit 1961 bekleidete er verschiedene Ämter in der Kommunalpolitik, als Mitglied des Stadtrates von Ketchikan (1961–1964), Bezirksvorsitzender (1963–1966) des Bezirkes Ketchikan-Gateway und Präsident des Verbandes der Kommunen von Alaska (Alaska Municipal League, 1964–1965).
1966 trat Ward in den Dienst der Landesregierung von Alaska, wo er zunächst bis 1969 Beauftragter des Verwaltungsministeriums (Department of Administration) war. Im Januar 1969 übernahm Ward während der laufenden Legislaturperiode das Amt des Vizegouverneurs von Alaska. Sein Vorgänger Keith Harvey Miller war zum Gouverneur von Alaska gewählt worden, nachdem der vorherige Amtsinhaber Walter Hickel von Präsident Richard Nixon 1969 zum US-Innenminister ernannt worden und daraufhin als Gouverneur zurückgetreten war.
Ward war der dritte Amtsinhaber nach Umwandlung des Alaska-Territoriums zum 49. Bundesstaat der Vereinigten Staaten am 3. Januar 1959. Seine Amtsbezeichnung lautete Secretary of State of Alaska; erst nach der Verfassungsänderung von 1970 wurden seine Nachfolger amtlich als Lieutenant Governor of the State of Alaska bezeichnet. Ward war unter Gouverneur Miller tätig, der ebenfalls von 1969 bis 1970 amtierte. Wards Nachfolger wurde im Dezember 1970 der Demokrat Red Boucher.
Von 1971 bis 1973 leitete Ward die Energieverwaltung im Innenministerium von Alaska. 1973 wechselte er als Präsident an die Spitze der Arctic Gas Pipeline Company, eines Konsortiums von 27 US-amerikanischen und kanadischen Energieunternehmen, das 1970 gegründet wurde, um eine neue Gas-Pipeline zu bauen, die Erdgas aus Prudhoe Bay und dem kanadischen Mackenzie Delta ins Landesinnere der USA transportieren sollte. Nachdem 1977 eine Entscheidung gegen dieses Projekt gefallen und das Konsortium aufgelöst worden war, übernahm Ward zunächst den Vorsitz eines Gremiums der 1978 gegründeten Energiebehörde (Alaska Power Authority) und diente dann seit dem 24. Oktober 1978 als Beauftragter des Ministeriums für Verkehr und Öffentliche Einrichtungen.
Ward war in erster Ehe seit 1949 verheiratet mit Peggie Ward geb. Garske aus Ione, Washington. Der Ehe entstammten zwei Söhne und eine Tochter.